# Плисов, Виктор Васильевич
Ви́ктор Васи́льевич Пли́сов (14 сентября 1935, Майкоп, Азово-Черноморский край — 2 октября 2021, Москва) — советский государственный и партийный деятель. Первый секретарь Назаровского горкома КПСС (1969—1972). Первый секретарь Ачинского горкома КПСС (1972—1974). Первый секретарь Хакасского обкома КПСС (1982—1983). Председатель Красноярского крайисполкома (1983—1988). Делегат XXVII съезда КПСС. Депутат Совета Национальностей Верховного Совета СССР XI созыва (1984—1989) от Хакасской АО. Депутат Красноярского краевого Совета народных депутатов (1973—1988).

## Биография
Родился 14 сентября 1935 в Майкопе, ныне административный центр Республики Адыгея (тогда — Адыгейская АО, Азово-Черноморский край (упразднëн 13.09.1937, с этой даты — Адыгейская АО, Краснодарский край), РСФСР, СССР.
В 1960 году с отличием окончил Московский энергетический институт по специальности инженер-строитель-гидротехник. В этом же году приехал в Дивногорск на строительство Красноярской ГЭС, работал мастером строительного управления «Гражданстрой». В декабре 1960 года его избрали секретарём комитета комсомола Управления строительства «КрасноярскГЭСстрой», а саму стройку в 1961 году объявили «Всесоюзной ударной комсомольской стройкой Красноярской ГЭС». С образованием города — первый секретарь Дивногорского горкома ВЛКСМ. В те годы комсомол вместе со всем коллективом гидростроителей, с коллективами других предприятий и организаций края, решал сложные производственные и социальные задачи строительства крупнейшей в мире Красноярской ГЭС. За успешное решение этих задач, за большой вклад комсомольцев и молодёжи в строительство Красноярской ГЭС и города Дивногорска, активную работу по воспитанию молодёжи и в связи с 50-летием ВЛКСМ 25 октября 1968 года Указом Президиума Верховного Совета СССР Дивногорская городская комсомольская организация, легендарным комсомольским вожаком которой был в своё время Виктор Плисов, награждена орденом Трудового Красного Знамени.
В 1964-1969 годы работал прорабом, начальником участка управления основных сооружений Управления строительства «КрасноярскГЭСстрой», причём он взялся за один из сложнейших вопросов, от решения которого многие отказались — впервые в столь суровых условиях проверить в действии систему непрерывного бетонирования. Это был эксперимент не просто государственного значения, а далеко опережающий время научно-технический проект. В этом проявилось всё жизненное кредо В. В. Плисова, которое, спустя годы, он сформулировал в очень красивой фразе: «С производственной точки зрения изобретать вечный двигатель не стоит, но вот с исторической… Такие изобретения, даже если они не состоялись, меняют жизнь или отношение к жизни».
Позднее, работая секретарём Красноярского краевого комитета КПСС, продолжил сотрудничество с созидателями гидроэнергетической мощи Красноярского края и входившей в то время в его состав Хакасской автономной области, возглавив краевой координационный Совет содружества ленинградских и красноярских предприятий и организаций по строительству Саяно-Шушенской ГЭС.
В период трудовой деятельности на различных руководящих должностях в Красноярском крае курировал строительство Майнской, Курейской, Богучанской гидроэлектростанций Красноярского края, Берёзовской ГРЭС и других структурных составляющих Канско-Ачинского топливно-энергетического комплекса, ЛЭП и прочих энергетических объектов края. Занимался вопросами строительства спортивных сооружений (в том числе V зимней Спартакиады народов СССР 1982 года), объектов здравоохранения, культуры, образования и науки, транспортной инфраструктуры (включая аэропорты Емельяново и Черемшанка), торговли и общественного питания, бытового обслуживания населения, социального обеспечения, промышленности и многими, многими другими вопросами, решение которых способствовало стремительному развитию экономики Красноярского края и его социальной сферы в 60-80-х годах двадцатого века.
В 1963 году принят членом КПСС.
Избирался делегатом Всесоюзного слёта молодых строителей Сибири и Дальнего Востока в Красноярске в 1963 году, XIV съезда ВЛКСМ и XXVII съезда КПСС, IX Всемирного фестиваля молодежи и студентов в Софии. Кстати, именно на XIV съезде ВЛКСМ, в апреле 1962 года, Виктор Васильевич пригласил первого космонавта Земли Ю. А. Гагарина в Дивногорск, и в сентябре 1963 года Юрий Алексеевич был гостем города Дивногорска.
С 1969 года — на партийной работе: первый секретарь Назаровского, а затем Ачинского городских комитетов КПСС, с 1974 года — секретарь Красноярского краевого комитета КПСС, с 1982 года — первый секретарь Хакасского обкома КПСС. С 1983 года — председатель исполнительного комитета Красноярского краевого Совета народных депутатов.
В апреле 1988 года назначен заместителем министра тяжёлого, энергетического и транспортного машиностроения СССР — начальником главного управления проектирования и капитального строительства.
В период нахождения в этой должности откомандирован, получив специальное назначение в состав Комитета особого управления Нагорно-Карабахской автономной области Азербайджанской ССР, подчинявшейся непосредственно органам высшей власти и управления Союза ССР, где проявил себя в качестве мудрого руководителя, обладавшего авторитетом с обеих сторон армяно-азербайджанского межнационального конфликта. Благодаря волевым качествам, успешно руководил социально-экономическим функционированием области, вплоть до того, что лично сопровождал железнодорожные составы с топливом, грузами, несмотря на обстрелы, подавая пример смелости и бесстрашия машинистам. Насколько это была важная и опасная работа можно судить по тому, что охраной членов этого Комитета занимались сотрудники специального подразделения КГБ СССР, так называемая «Альфа».
Ещë со времëн работы в Красноярском крае поддерживал личные дружеские отношения с ближайшими соратниками лидера Кубинской Революции Фиделя Кастро, способствующими укреплению дружбы между народами СССР и Республики Куба. В 1988 году получил специальное личное приглашение от Председателя Национальной ассамблеи народной власти Республики Куба для сопровождения официального визита делегации этой ассамблеи в СССР, включавшей визит в Грузинскую ССР. Награждëн памятной медалью Национальной ассамблеи народной власти Республики Куба.  
Также отмечен памятными наградами Монгольской Народной Республики, Корейской Народной Демократической Республики.   
В 1991—1998 годах — работал заместителем председателя Правления машиностроительного концерна «Химнефтемаш», вице-президентом АО «Химмаш» (Москва), первым заместителем коммерческого директора ОАО «Корпорация „Монтажспецстрой“».
Скончался 2 октября 2021 в Москве. Похоронен на Троекуровском кладбище.

## Награды и звания
- Три ордена Трудового Красного Знамени (1971, 1976, 1981)
- Орден Дружбы народов (1985)
- Медаль «В ознаменование 100-летия со дня рождения Владимира Ильича Ленина» (1970)
- Медаль «За освоение целинных земель» (1974)
- Медаль «За строительство Байкало-Амурской магистрали» (1984)
- Почётный знак ВЛКСМ.
- Почётный гражданин Дивногорска[4]
- Почётный гражданин Красноярского края (2009)[4].